# Xã McKinley, Quận Huron, Michigan
Xã McKinley (tiếng Anh: McKinley Township) là một xã thuộc quận Huron, tiểu bang Michigan, Hoa Kỳ. Năm 2010, dân số của xã này là 445 người.